# Kangersuatsiaq
Kangersuatsiaq (Kangerssuatsiaĸ avant 1973, anciennement Prøven en danois) est un village groenlandais situé dans la municipalité d'Avannaata près d'Upernavik à l'ouest du Groenland. La population était de 192 habitants en 2009.